# Bont Girl
Bont Girl is een Nederlandse documentaire uit 2020 over de Chinese bontindustrie. In de documentaire reist zangeres Famke Louise samen met dierenactivisten Thomas Gainard en Jenny Tang af naar China om daar de bontindustrie te ontmaskeren. De documentaire is een samenwerking tussen Videoland en stichting Bont voor Dieren, het werd in opdracht van RTL geproduceerd door het productiebedrijf Goya Productions.

## Verhaal
Nadat Famke Louise in 2019 werd uitgeroepen tot Dom bontje van 2018, besloot ze om zich hier meer in te gaan verdiepen. Vervolgens kwam een samenwerking tot stand met de stichting Bont voor Dieren. Famke reist vervolgens samen met dierenactivisten Thomas Gainard en Jenny Tang af naar China om daar dieper in de achtergrond van bont in te gaan en zo de bontindustrie te ontmaskeren. In de documentaire bezoeken ze winkels waar bontjassen worden verkocht maar bezoeken ze ook markten waar het bont op grote stapels als vellen verkocht wordt. Later gaan ze ook naar een fokkerij en naar een slachthuis waar beelden worden gemaakt van dieren die gevild worden terwijl ze nog stuiptrekkingen vertonen.

## Achtergrond

### Ontstaan
In 2019 werd Famke Louise uitgeroepen tot Dom Bontje van 2018 nadat zij de meeste stemmen had ontvangen tijdens de stemming, dit kwam mede door ze in een nummer zong over het dragen van een jas met een bontkraag. Nadat ze uitgeroepen was tot Dom Bontje besloot Famke zich meer in bont te gaan verdiepen en kwam zo in contact met de stichting Bont voor Dieren en later met Videoland, hier kwam het idee tot stand om naar China af te reizen om daar met eigen ogen te zien hoe de bontindustrie daadwerkelijk in elkaar steekt.

### Marketingstunt
Om extra aandacht voor de documentaire te vergaren werd er besloten om in eerste instantie niks over het echte onderwerp van de documentaire te melden en uiteindelijk door middel van reuring extra aandacht voor het onderwerp te creëren. De documentaire werd hierdoor in december 2019 aangekondigd onder de naam Fashion Girl en er werd bekendgemaakt dat Famke Louise in deze documentaire gevolgd zou worden terwijl zij bezig was met het ontwerpen en opzetten van haar eigen kledinglijn. Vlak voordat zij haar kledinglijn aan de hand van een modeshow zou gaan onthullen plaatste ze een foto op instagram waarop te zien was dat ze in China bont aan het uitzoeken was voor haar zogenaamde kledinglijn. Fans reageerde hier massaal woedend onder waardoor Famke hiermee de landelijke media haalde. Op 9 januari 2020 zou haar zogenaamde modeshow plaatsvinden met haar eigen kledinglijn, tijdens deze show wordt Famke belaagd door een dierenactiviste (deze zat tevens in het complot) die het podium op rent en met een spuitbus Famke belaagd en haar bontjas onderkalkt. Hierna werd Famke weg gevoerd en ging het licht uit in de zaal, waarna de trailer van Fashion Girl begon en veranderde in de trailer Bont Girl en onthulde wat de ware aard van de documentaire was. Tevens werd op dit moment bekendgemaakt dat Famke juist tegen bont is en door middel van deze actie extra aandacht te krijgen voor de documentaire waarin ze de Chinese bontindustrie ontmaskert.

## Prijzen
In mei 2020 wist de documentaire twee The Best Social Awards te winnen in de categorieën Beste Positive Impact en  Beste Lancering.